# سبع طوال
الطوال، أو السبع الطوال هي مجموعة من السور الطويلة نسبياً، تشكل أول الأقسام الأربعة للقرآن، وموقعها قبل المئين، والمثاني، والمفصل.

## ذكر السبع الطوال في السنة
- قال رسول الله ﷺ : «أعطيتُ مكان التوراة السبعَ، وأعطيتُ مكان الزبور المِئِين، وأعطيتُ مكان الإنجيل المثاني، وفضِّلت بالمفصَّل[1]»

## ما هي السبع الطوال
قال أهل العلم (على أرجح الأقوال) :

( السبع الطُّوَل ) البقرة، وآل عمران، والنساء، والمائدة، والأنعام، والأعراف، والتوبة (أو التوبة والأنفال معا) 

وقال ابن عباس وابن جبير : 
| ” | سميت طُوَلًا لطولها على سائر السور | “ |

## السبع المثاني
قيل أن السبع المثاني هي السبع الطوال: البقرة، وآل عمران، والنساء، والمائدة، والأنعام، والأعراف، ويونس، أو الأنفال والتوبة، عند من جعلهما في حكم سورة واحدة.
وقيل أن السبع المثاني هي سورة الفاتحة، وهي سبع آيات في أصح قولي العلماء من دون البسملة، وقد اختار هذا القول ابن جرير وابن كثير؛ لقول النبي ﷺ لأبي سعيد بن المعلى في فضل الفاتحة: «هي السبع المثاني والقرآن العظيم»، وما رواه البخاري أيضا من طريق أبي هريرة أن النبي ﷺ قال: «أم القرآن هي السبع المثاني والقرآن العظيم» (*)، وسميت آيات الفاتحة السبع بالمثاني؛ لأنها تثنى: أي تكرر في ركعات الصلوات فرضا ونفلا.